# 운봉선

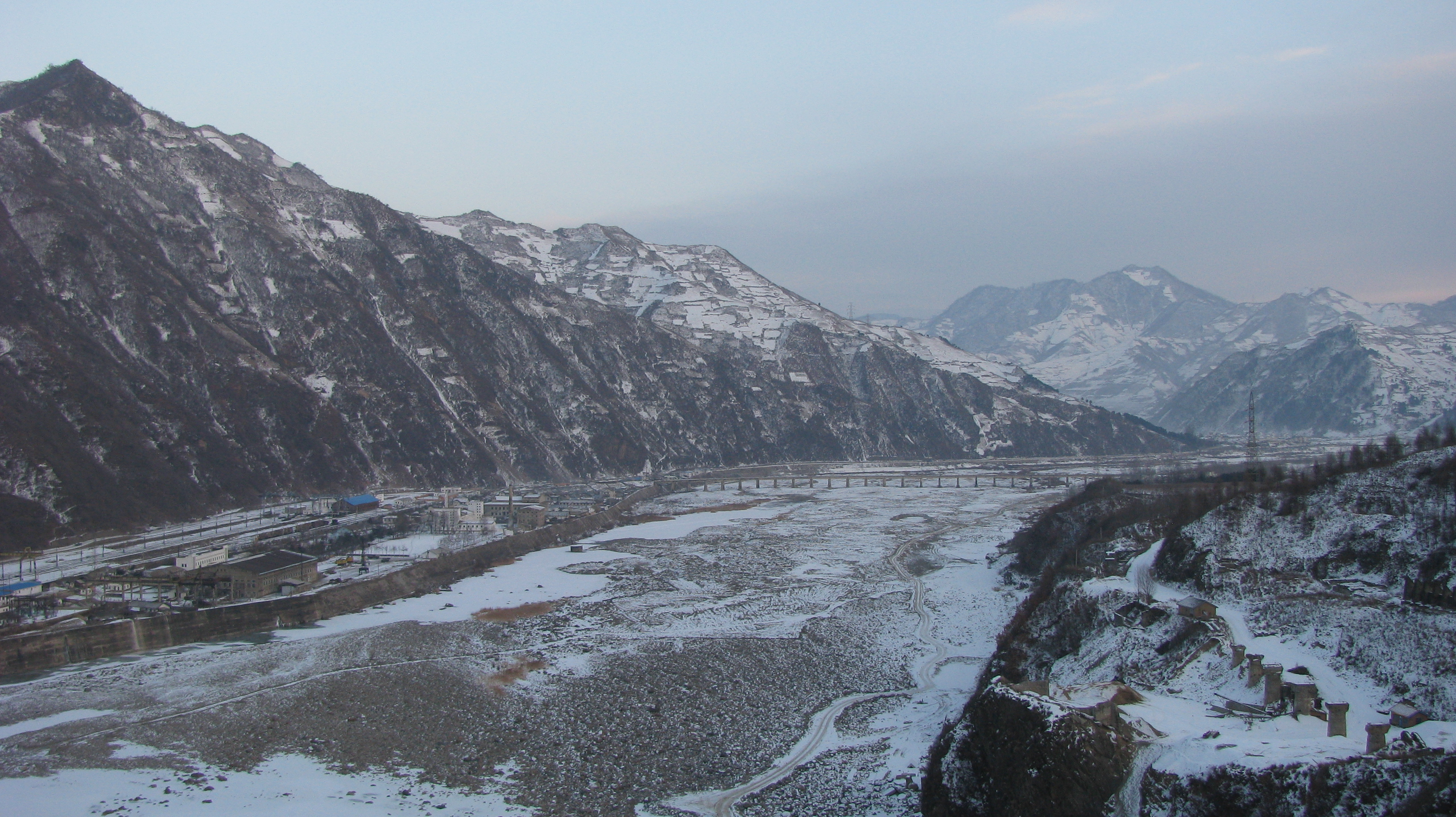

운봉선(雲峯線)은 조선민주주의인민공화국 자강도 만포시 만포청년역에서  자성군을 잇는 철도 노선으로, 원래 북부내륙선이었다. 운봉로동자구에 운봉댐을 건설하기 위해 만든 노선으로 알려져 있다.

## 역사
- 1959년 : 만포역(현재 만포청년역)에서 구운봉역 사이 구간 개통
- 1988년 8월 25일 : 만포역에서 상풍강역까지 구간을 북부내륙선으로 이관
- 2010년대 : 해당 구간을 재편입한 것으로 확인되었다.[1]

## 역 목록
- 상풍강역(上豊江驛)
- 구운봉역(舊雲峰驛)